# Sindhukot
Sindhukot (nepalski: सिन्धुकोट) – gaun wikas samiti w środkowej części Nepalu  w strefie Bagmati w dystrykcie Sindhupalchowk. Według nepalskiego spisu powszechnego z 2001 roku liczył on 644 gospodarstw domowych i 3807 mieszkańców (1892 kobiet i 1915 mężczyzn).